# Signe de Tanit

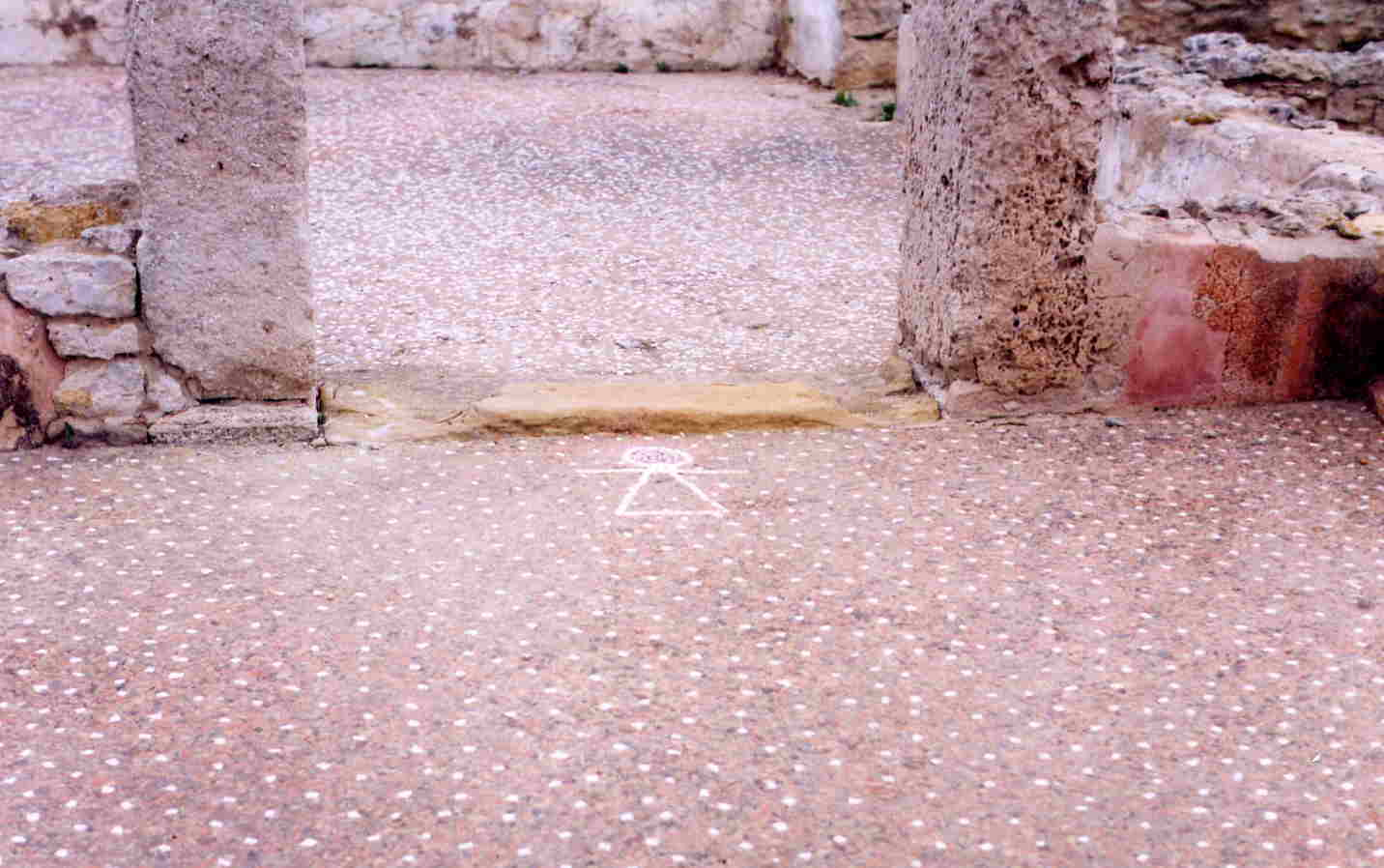
Représentation du signe de Tanit à Kerkouane

Le signe de Tanit ou signe de Tinnit est un symbole anthropomorphe présent sur de nombreux vestiges archéologiques d’origine punique.

## Représentations
Le symbole a fait l’objet de représentations diverses mais pour lesquels on peut relever des constantes : un triangle, une forme linéaire avec parfois les deux branches relevées et un disque au sommet.
Les premières représentations du signe furent signalées sur des stèles mises au jour sur le site de Carthage à partir du début du XIXe siècle. Les fouilles archéologiques ont par la suite mis au jour des représentations sur d’autres supports comme les mosaïques ou même sur des céramiques.
Les fouilles des tophets de Carthage, de Sousse et de Motyé ont mis en évidence la diffusion particulièrement importante du symbole dans le bassin occidental de la mer Méditerranée, même si le peu de découvertes sur la terre phénicienne primitive n’est peut-être due qu’à une occupation continue des sites rendant plus difficiles les recherches.

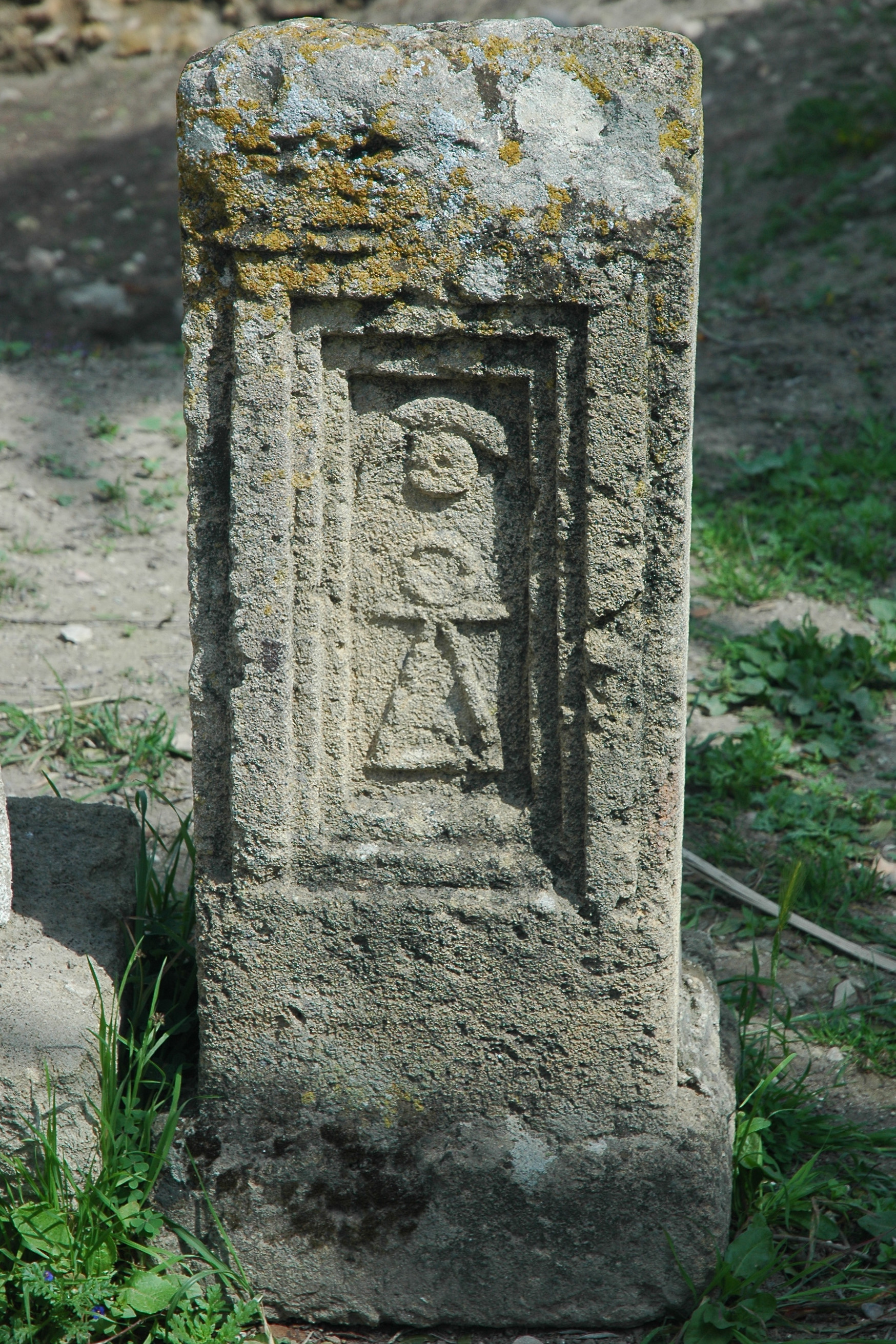
Stèle du tophet de Carthage
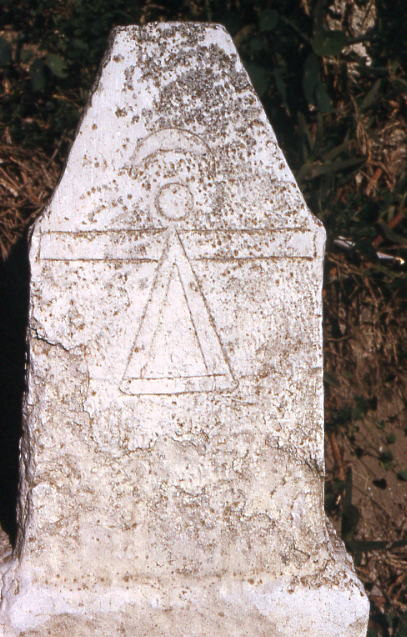
Stèle du tophet de Carthage
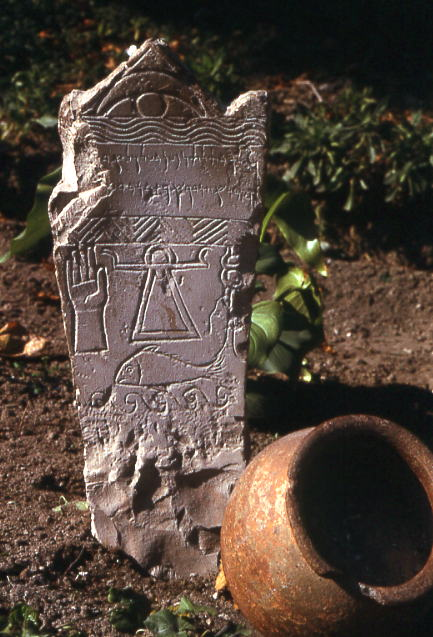
Stèle du tophet de Carthage
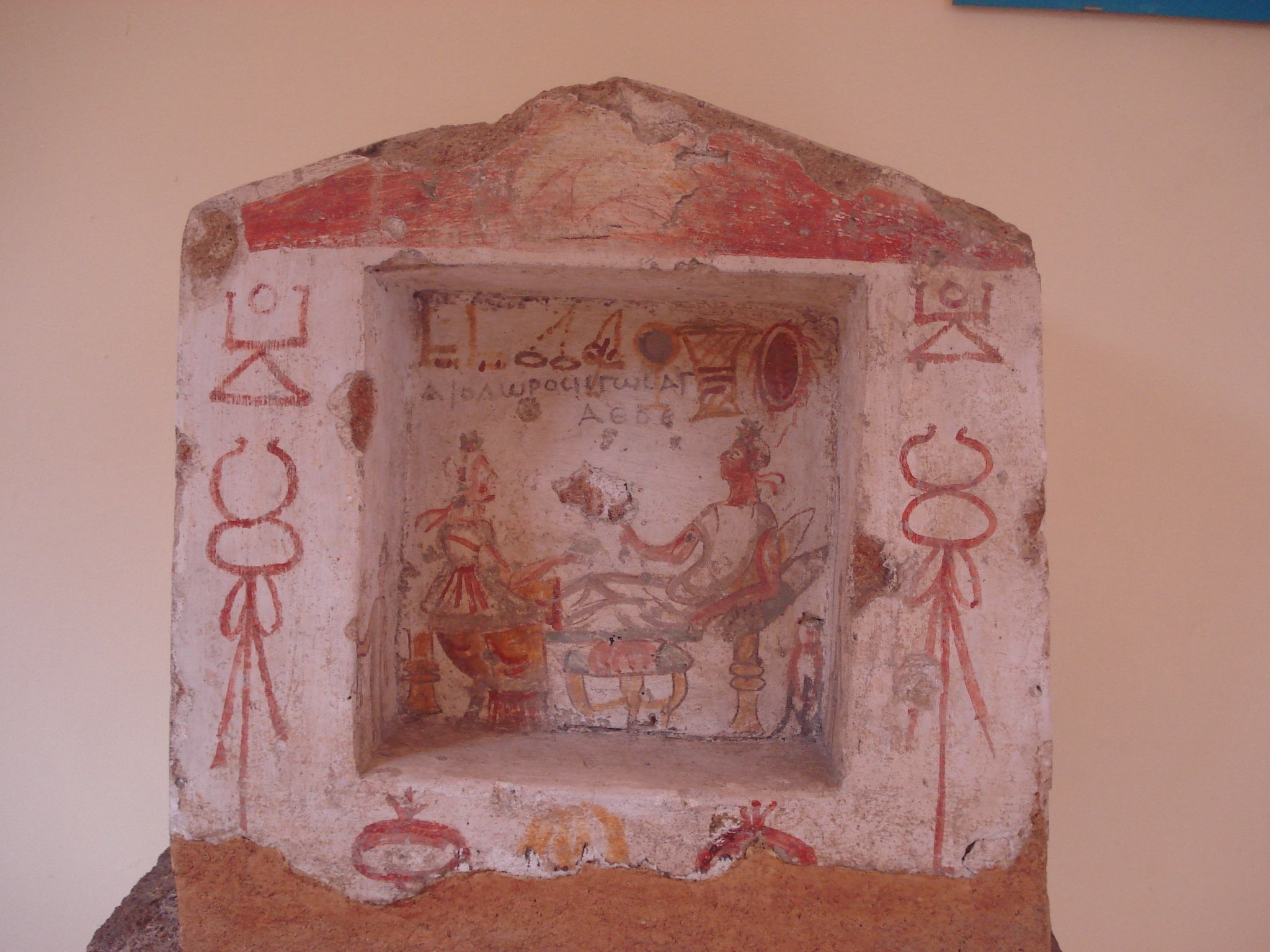
Édicule funéraire gréco-punique de Marsala, avec signe de Tanit peint

## Signification
Le symbole appelé signe de Tanit a été mis en relation avec la déesse du même nom, parèdre de Ba'al Hammon dans le panthéon punique dès les premières découvertes. La proximité du signe avec la croix ansée égyptienne (ânkh) a été mise en avant, la liaison de la Carthage punique avec la civilisation pharaonique pouvant corroborer cette origine.
Il a été perçu comme une représentation de la connexion du monde terrestre ou chtonien avec le monde céleste, les deux branches relevées étant deux bras levés en signe de prière. Le motif a également été interprété comme ayant une finalité apotropaïque, les Puniques étant désireux de se protéger du mauvais œil.

## Utilisation moderne
À la fois le symbole et le nom de la déesse Tanit sont encore fréquemment utilisés dans la culture tunisienne, comme dans la tradition de Omek Tannou, ou le grand prix du film du Tanit d'or. Certains érudits relient également le nom de la capitale Tunis et, par extension, celui du pays moderne et de son peuple à la déesse phénicienne Tanith (Tanit ou Tanut), de nombreuses villes anciennes étant nommées d'après des divinités protectrices,.

## Dans la culture populaire
Le signe de Tanit est la marque de Belphégor dans la série du même nom. Il en est explicitement question dans l'épisode 10 : "la preuve par 24'.